# Teorema Sylvester (geometrie)

Suma a trei vectori de lungimi egale

În geometria triunghiului, teorema Sylvester exprimă faptul că vectorul care unește centrul cercului circumscris unui triunghi cu ortocentrul acestuia este egal cu suma vectorilor care unesc centrul cercului cu vârfurile triunghiului.

## Enunț
În orice triunghi {\displaystyle ABC} există relația:
{\displaystyle (1)\;\;{\vec {OH}}={\vec {OA}}+{\vec {OB}}+{\vec {OC}}.} (Sylvester)

### Demonstrație
Se consideră mijlocul {\displaystyle A_{1}} al laturii {\displaystyle BC} și {\displaystyle A'} punctul diametral opus lui {\displaystyle A} de pe cercul circumscris triunghiului.
Deoarece {\displaystyle ({\widehat {ABA'}})} și {\displaystyle ({\widehat {ACA'}})} sunt unghiuri drepte (prin teorema lui Thales (cerc) deoarece {\displaystyle AA'} este diametru) și {\displaystyle BH\perp AC} și {\displaystyle CH\perp AB} rezultă că {\displaystyle A'BHC} este paralelogram.
Se scriu relațiile vectoriale referitoare la mediana unui triunghi:
{\displaystyle 2{\overrightarrow {MO}}={\overrightarrow {MA}}+{\overrightarrow {MA'}}}
{\displaystyle {\overrightarrow {MB}}+{\overrightarrow {MC}}=2{\overrightarrow {MA_{1}}}={\overrightarrow {MH}}+{\overrightarrow {MA'}}.}
Se obține:
{\displaystyle 2{\overrightarrow {MO}}+{\overrightarrow {MH}}={\overrightarrow {MA}}+{\overrightarrow {MB}}+{\overrightarrow {MC}}.}
Punând {\displaystyle M=O} se obține egalitatea cerută.
Observație. 
O propoziție similară este următoarea:
{\displaystyle 2{\overrightarrow {HO}}={\overrightarrow {HA}}+{\overrightarrow {HB}}+{\overrightarrow {HC}}.\!}
Aceasta se obține pentru {\displaystyle M=H.}